# Notyfikacja wekslowa
Notyfikacja wekslowa – obowiązkowe zawiadomienie (notyfikacja) o odmowie przyjęcia weksla przez trasanta lub odmowie zapłaty weksla przez głównego dłużnika. Notyfikacja wekslowa jest dokonywana przez posiadacza weksla, a jej adresatami są poprzedni posiadacze weksla i jego wystawca.
Notyfikacja nie jest formalną przesłanką regresu. Jej celem jest ostrzeżenie zobowiązanych regresowo, co umożliwia dłużnikowi regresowemu (np. poręczycielowi wekslowemu) przygotowanie się do dokonania ewentualnej zapłaty. Notyfikacja wekslowa jest uregulowana w art. 45 prawa wekslowego.